# Autopista Radial 3
Die Autopista Radial R-3 oder R-3 ist eine Autobahn in Spanien und Teil der Europastraße E 901. Die Autobahn beginnt in Madrid und endet in Arganda del Rey an der A-3.

## Größere Städte an der Autobahn
- Madrid
- Arganda del Rey